# Hyposada anisodoides
Hyposada anisodoides là một loài bướm đêm trong họ Erebidae.